# Hôn nhân cùng giới ở Nuevo León
Hôn nhân cùng giới đã trở thành hợp pháp tại bang Nuevo León của México vào ngày 19 tháng 2 năm 2019, với phán quyết của Tòa án Công lý Tối cao của Quốc gia (SCJN) đánh xuống các điều 140 và 148 của Bộ luật Dân sự, đã cấm hôn nhân cùng giới. SCJN tiếp tục loại bỏ yêu cầu cho các cá nhân để có được amparo (lệnh cấm) cho hôn nhân cùng giới ở tiểu bang.
Theo quy định, ở México, nếu bất kỳ năm phán quyết nào từ các tòa án về một vấn đề duy nhất dẫn đến kết quả tương tự, các cơ quan lập pháp buộc phải thay đổi luật. Trong trường hợp của Nuevo León, gần 20 lệnh riêng lẻ đã được quyết định với kết quả tương tự, nhưng nhà nước đã không hành động. Vào ngày 9 tháng 10 năm 2018, SCJN đã ra lệnh cho nhà nước hợp pháp hóa hôn nhân cùng giới trong vòng 180 ngày làm việc (tức là ngày 16 tháng 4 năm 2019). Tuy nhiên, cuối cùng, điều này đã trở thành tranh luận, vì SCJN đã đưa ra phán quyết dứt khoát vào tháng 2 năm 2019 trong một hành động vi hiến, tuyên bố cấm kết hôn cùng giới và không thể thực hiện được.

## Lịch sử

### Hành động lập pháp
Vào ngày 17 tháng 6 năm 2015, Đảng Liên minh mới đã công bố ý định giới thiệu dự luật hôn nhân cùng giới. Một nghị sĩ độc lập tuyên bố ý định đệ trình đề xuất kết hợp dân sự của riêng mình với sự hỗ trợ của phán quyết PAN. Vào ngày 22 tháng 6 năm 2015, thành viên Liên minh mới và Chủ tịch Quốc hội, María Dolores Leal Cantú, đã trình bày dự luật kết hôn cùng giới. Vào ngày 16 tháng 5 năm 2016, chủ tịch Ủy ban Lập pháp của Quốc hội Nhà nước tuyên bố rằng dự luật sẽ được bỏ phiếu vào khoảng tháng 9, nhưng điều này đã không xảy ra.
Vào tháng 11 năm 2017, lãnh đạo PAN của tiểu bang tuyên bố rằng Đại hội Nuevo León sẽ không thảo luận về dự luật hôn nhân cùng giới. Tuyên bố của ông được đưa ra sau khi các nhóm LGBT tổ chức một cuộc biểu tình ủng hộ hôn nhân cùng giới trước tòa nhà Quốc hội.

### Lệnh của tòa
Mặc dù hôn nhân cùng giới là hợp pháp vào thời điểm đó, một số cặp cùng giới đã có thể kết hôn hợp pháp trong các trường hợp riêng lẻ, thông qua một quá trình gọi là "phương thuốc của amparo".
Vào tháng 9 năm 2013, một thẩm phán liên bang đã ra lệnh cho Cơ quan đăng ký dân sự của Nuevo León đăng ký kết hôn của một cặp cùng giới nữ. Thống đốc Rodrigo Medina de la Cruz cho biết chính quyền của ông sẽ tuân theo mệnh lệnh, nhưng chỉ đối với trường hợp cụ thể đó.
Vào ngày 13 tháng 11 năm 2013, một cặp đồng tính nam đã đến văn phòng Đăng ký dân sự ở San Pedro Garza García và làm đơn xin giấy phép kết hôn. Họ được cho biết sẽ chờ phản hồi trong vòng một tuần. Vào tháng 12 năm 2013, họ đã đệ đơn khiếu nại với sự giúp đỡ của Ủy ban Nhân quyền Nhà nước Nuevo León chống lại Cơ quan đăng ký vì đã không cung cấp cho họ phản hồi chính thức.
Vào tháng 6 năm 2014, đã có báo cáo rằng chín lệnh đã được đệ trình tại tiểu bang, nhưng chỉ có một đã được giải quyết. Đến tháng 10 năm 2018, 17 amparo đã được cấp trong tiểu bang.
Tòa án Hiến pháp Tiểu bang đã tổ chức một phiên điều trần vào ngày 12 tháng 9 năm 2014 để phán quyết Đơn xin amparo được đệ trình bởi 50 người cho rằng Điều 147 và 291 của Bộ luật Dân sự là phân biệt đối xử vì cấm kết hôn cùng giới. Vào ngày 16 tháng 10 năm 2014, Tòa án Tối cao đã tuyên bố hai điều khoản vi hiến và ban lệnh cấm cho các nguyên đơn.
Vào tháng 3 năm 2015, đã xác nhận rằng một amparo cho 35 cặp vợ chồng đang chờ xử lý tại Nuevo León.
Vào ngày 17 tháng 2 năm 2016, Phòng đầu tiên của Tòa án tối cao đã ra lệnh Thống đốc Nuevo León, Jaime Rodríguez Calderón, để nhận ra việc sống thử giữa những người cùng giới các cặp vợ chồng
Vào tháng 9 năm 2016, Phòng đầu tiên của Tòa án Tối cao đã tuyên bố một số điều trong Bộ luật Dân sự tiểu bang là vi hiến vì hạn chế kết hôn với các cặp vợ chồng khác giới. Vào ngày 19 tháng 10 năm 2017, Phòng đầu tiên của Tòa án Tối cao đã tuyên bố Điều 147 Bộ luật Dân sự của Nuevo León là vi hiến vì phân biệt đối xử với các cặp cùng giới.
Vào ngày 9 tháng 10 năm 2018, Tòa án Tối cao Mexico đã phán quyết rằng Bộ luật Dân sự của Nuevo León là vi hiến và phân biệt đối xử vì đây là một cuộc hôn nhân với các cặp vợ chồng khác giới. Tòa án đã ra lệnh cho Quốc hội tiểu bang thay đổi Bộ luật Dân sự trong vòng 180 ngày làm việc (tức là ngày 16 tháng 4 năm 2019). Tuy nhiên, vào tháng 2 năm 2019 trước thời hạn đó, Tòa án Tối cao đã ra phán quyết trong một hành động vi hiến với nhà nước (xem bên dưới), hợp pháp hóa hôn nhân cùng giới.

### Hành động vi hiến
Một hành động vi hiến đối với hôn nhân cùng giới của Nuevo León đã được đệ trình vào tháng 2 năm 2018. Các hành động vi hiến là khác với quy trình "khắc phục amparo" đã đề cập ở trên, vì Tòa án Tối cao có thể trực tiếp và hoàn toàn bãi bỏ luật pháp tiểu bang. Quá trình amparo, mặt khác, đòi hỏi các cơ quan lập pháp nhà nước phải hành động và thay đổi luật pháp. Như vậy, nhiều cơ quan lập pháp đã chọn cách cố tình trì hoãn hoặc đơn giản là bỏ qua các phán quyết amparo này. Một sự khác biệt nữa là các hành động vi hiến chỉ có thể được đệ trình trong vòng 30 ngày sau khi luật được đề cập có hiệu lực. Trong trường hợp này, Quốc hội Nuevo León đã sửa đổi luật hôn nhân của mình, nhưng vẫn để lại những điều khoản nguyên vẹn ngoài vòng pháp luật về hôn nhân cùng giới. Điều này đủ điều kiện cho một hành động vi hiến, mà các nhóm LGBT đã nhanh chóng nộp đơn.
Vào ngày 19 tháng 2 năm 2019, Tòa án Tối cao phán quyết rằng các điều 140 và 148 của Bộ luật Dân sự là vi hiến vì cấm kết hôn cùng giới, hợp pháp hóa các cuộc hôn nhân như vậy ở bang Nuevo León. Thống đốc Jaime Rodríguez Calderón bày tỏ sự phản đối của ông đối với phán quyết. Quốc hội đã chính thức được thông báo về phán quyết vào ngày 26 tháng 2, do đó cho phép các cặp cùng giới bắt đầu kết hôn. Các nhóm tôn giáo phản đối hôn nhân cùng giới đã yêu cầu Thống đốc Calderón ghi đè lên phán quyết, tuy nhiên, ông không có quyền làm như vậy.
Cặp đôi đầu tiên, Janeth Oliva và Amatzú Aranda, kết hôn vào ngày 11 tháng 3 năm 2019 tại San Nicolás de los Garza. Nuevo León trở thành quốc gia México thứ 13 hợp pháp hóa hôn nhân cùng giới.

## Dư luận
Một cuộc thăm dò ý kiến năm 2017 do Gabinete de Comunicación Estratégica thực hiện cho thấy 48% cư dân Nuevo León ủng hộ hôn nhân cùng giới. 49% đã phản đối.